# Немировський Ігор Якович
Ігор Якович Немировський — український державний службовець, заступник голови Державної інспекції сільського господарства України (призначений на посаду розпорядженням Кабінету Міністрів України № 422-р 23 квітня 2014).
2 серпня 2014 р. у Кіровограді був затриманий слідчими Головного слідчого управління МВС України. Підставою для затримання стало звернення громадянина, у якого Немировський вимагав грошові кошти в сумі 350 тисяч гривень за дозвіл на зняття верхнього родючого шару ґрунту. Чиновник намагався втекти від міліціонерів на чужому автомобілі.Провина не доведена.

## Біографія
Працював начальником відділу регіонального розвитку та заступником директора Аграрної біржі Міністерства аграрної політики України, був виконавчим директором ДП ДАК «Хліб України» «Хліб-експорт», заступником директора ДП ДАК «Хліб України» «Одеський портовий елеватор», заступником начальника Одеської обласної державної хлібної інспекції.